# 西方寺 (佐世保市)

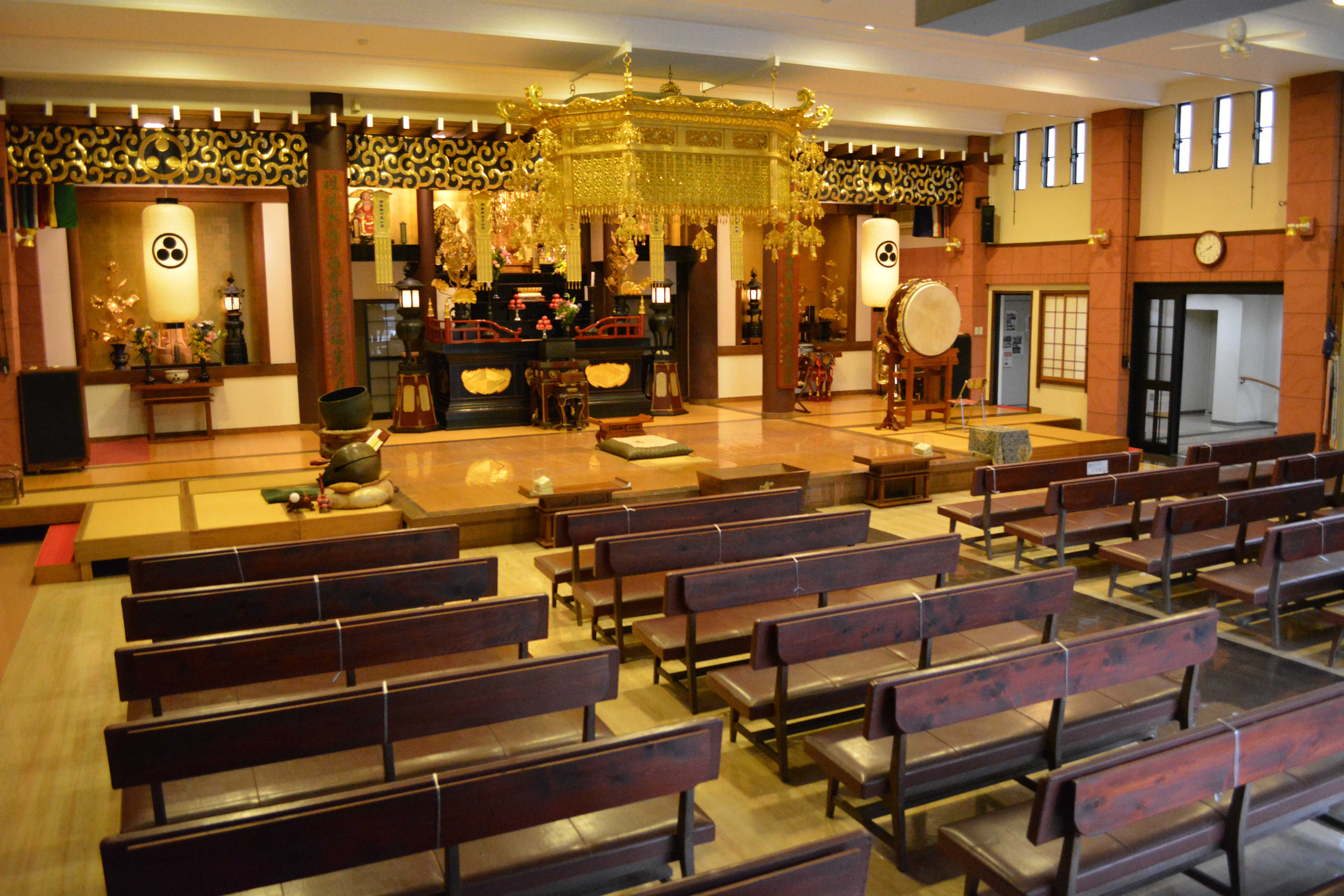
本堂内部

西方寺（さいほうじ）は、長崎県佐世保市八幡町にある曹洞宗の仏教寺院。山号は東陽山。
寺紋は平戸藩松浦氏より拝領の三つ星紋。本尊は釈迦如来、鎮守堂に秋葉大権現。

## 歴史
1203年（建長2年）の創建で、開基は皈一香林と伝わる。創建当初は臨済宗の寺院であった。その後一時期無住の寺となり荒廃した時期があったが、1457年（長禄元年）に地頭赤崎氏が菩提寺として現在地に移し、天翁鳳清を招き再興した。その際現在の曹洞宗に改められている。
平戸藩統治下では寺領15石を認められていたが、明治時代初期の廃仏毀釈により一時荒廃した。海軍佐世保鎮守府が置かれ佐世保の人口が急増すると寺運も回復し、炭鉱主藤原氏の莫大な寄進により堂宇の整備も進んだ。
この頃、佐世保川の氾濫により万徳町にあった放光山万徳寺（万徳町の名の由来になる）が流失し再建が困難であることから、万徳寺を合併し放光山西方寺と山号を変える。
1944年（昭和19年）頃より、西方寺は日本陸軍により接収され本堂及び位牌所に兵隊があふれていた。西方寺下に撃墜した米軍の爆撃機B-29が国威発揚の為、見世物として置いてあったという話もある。
1945年（昭和20年）6月28日から29日の夜半にかけての佐世保大空襲で本堂以下全て焼失した。過去帳については防空壕の中に保管していたため戦火を免れたが、昭和20年度の過去帳のみ焼失する。この空襲で佐世保市役所も全焼したため、一時西方寺が過去帳から（当該人死亡等の）証明書等を出したこともある。
地下には市役所から西方寺を通り佐世保北運動場の校門前まで抜ける大地下壕（防空壕）が存在する。朝鮮戦争開戦当事、日本海に国籍不明機が飛来すると戦後でありながらも防空警報が発令され防空壕の入口に地域住民が集合していた。地下壕の大部分はすでに崩落または整地されているが、一部当時の姿のまま現存する。
戦後の1965年（昭和40年）に本堂が再建され、山号をもとの東陽山に戻し、その後順次堂宇の再建がなされている。

## アクセス
- 西肥バス（させぼバスも含む）「佐世保市役所前」下車。

## 周辺
- 国道35号
- 佐世保市役所
- 佐世保市水道局
- 長崎県立佐世保北中学校・高等学校
- 亀山八幡宮
- ホテル万松楼
- 社会福祉協議会
- 吉村長策 墓地
- 役夫死者の碑
- 秋葉大権現・鎮守
- 磨崖仏 新佐世保八十八ヶ所霊場　第66番札所
- 田中穂積 美しき天然の碑
- 種田山頭火 句碑